# هادي أباد (باسخن)
هادي أباد (بالفارسية: هادی‌آباد) هي قرية تقع في إيران في البلدة المركزية. يقدر عدد سكانها بـ 444 نسمة .